# Wave Peak
Wave Peak är en bergstopp i Antarktis. Den ligger i Sydorkneyöarna. Argentina och Storbritannien gör anspråk på området. Toppen på Wave Peak är 960 meter över havet, eller 37 meter över den omgivande terrängen. Bredden vid basen är 0,60 km. Wave Peak ligger på ön Coronation Island.
Terrängen runt Wave Peak är kuperad åt sydväst, men åt nordost är den bergig. Havet är nära Wave Peak söderut. Trakten är obefolkad. Det finns inga samhällen i närheten. 